# Selección femenina de fútbol sub-17 de Sudáfrica
La selección femenina de fútbol sub-17 de Sudáfrica es el equipo representativo de dicho país en las competiciones oficiales. Su organización está a cargo de la Asociación de Fútbol de Sudáfrica, miembro de la CAF y la FIFA.

## Estadísticas

### Copa Mundial de Fútbol Femenino Sub-17
| Año                    | Fase            | Posición        | PJ              | PG              | PE              | PP              | GF              | GC              |
| ---------------------- | --------------- | --------------- | --------------- | --------------- | --------------- | --------------- | --------------- | --------------- |
| Nueva Zelanda 2008     | No se clasificó | No se clasificó | No se clasificó | No se clasificó | No se clasificó | No se clasificó | No se clasificó | No se clasificó |
| Trinidad y Tobago 2010 | Fase de grupos  | 16.º            | 3               | 0               | 0               | 3               | 2               | 17              |
| Azerbaiyán 2012        | No se clasificó | No se clasificó | No se clasificó | No se clasificó | No se clasificó | No se clasificó | No se clasificó | No se clasificó |
| Costa Rica 2014        | No se clasificó | No se clasificó | No se clasificó | No se clasificó | No se clasificó | No se clasificó | No se clasificó | No se clasificó |
| Jordania 2016          | No se clasificó | No se clasificó | No se clasificó | No se clasificó | No se clasificó | No se clasificó | No se clasificó | No se clasificó |
| Uruguay 2018           | Fase de grupos  | 16.º            | 3               | 0               | 1               | 2               | 1               | 10              |
| 2020                   | Por definir     | Por definir     | Por definir     | Por definir     | Por definir     | Por definir     | Por definir     | Por definir     |

### Campeonato femenino sub-17 de la CAF
| Año  | Fase          | Posición | PJ | PG | PE | PP | GF | GC |
| ---- | ------------- | -------- | -- | -- | -- | -- | -- | -- |
| 2008 | Primera Ronda | -        | 2  | 0  | 0  | 2  | 0  | 3  |
| 2010 | Ronda Final   | 1.º      | 6  | 3  | 1  | 2  | 25 | 9  |
| 2012 | Ronda Final   | 2.º      | 4  | 1  | 2  | 1  | 7  | 6  |
| 2013 | Ronda Final   | 2.º      | 2  | 0  | 1  | 1  | 6  | 4  |
| 2016 | Ronda Final   | 2.º      | 2  | 0  | 0  | 2  | 0  | 7  |
| 2018 | Ronda Final   | 1.º      | 4  | 4  | 0  | 0  | 17 | 7  |

- A partir de la edición 2010 se realizan eliminatorias por zonas clasificando a la Copa Mundial de Fútbol Femenino Sub-17 los ganadores de los mismos.